# Marea Pontevedra
Marea Pontevedra és un moviment ciutadà i partit polític de la ciutat de Pontevedra que lidera una candidatura d'unitat popular d'esquerres que es presenta per primer cop a les eleccions municipals de maig de 2015.
El candidat de Marea Pontevedra a l'Ajuntament de Pontevedra fou Luís Rei Núñez, periodista i escriptor. En el moviment participen diversos partits polítics: Esquerda Unida, Anova-Irmandade Nacionalista, Podem, Equo i Espazo Ecosocialista Galego.
És una de les moltes candidatures d'unitat popular formades per partits d'esquerres que es van presentar a les eleccions municipals de 2015, com Ara Madrid, Barcelona en Comú, Saragossa en Comú, Marea Atlàntica, Compostel·la Oberta, Ferrol en Comú, Lugonovo, Marea de Vigo o Màlaga Ara.